# Guglielmo de Sanctis
 (22 novembre 2016).
Guglielmo de Sanctis, né le 8 mars 1829 et mort le 6 mars 1911, est un peintre italien.

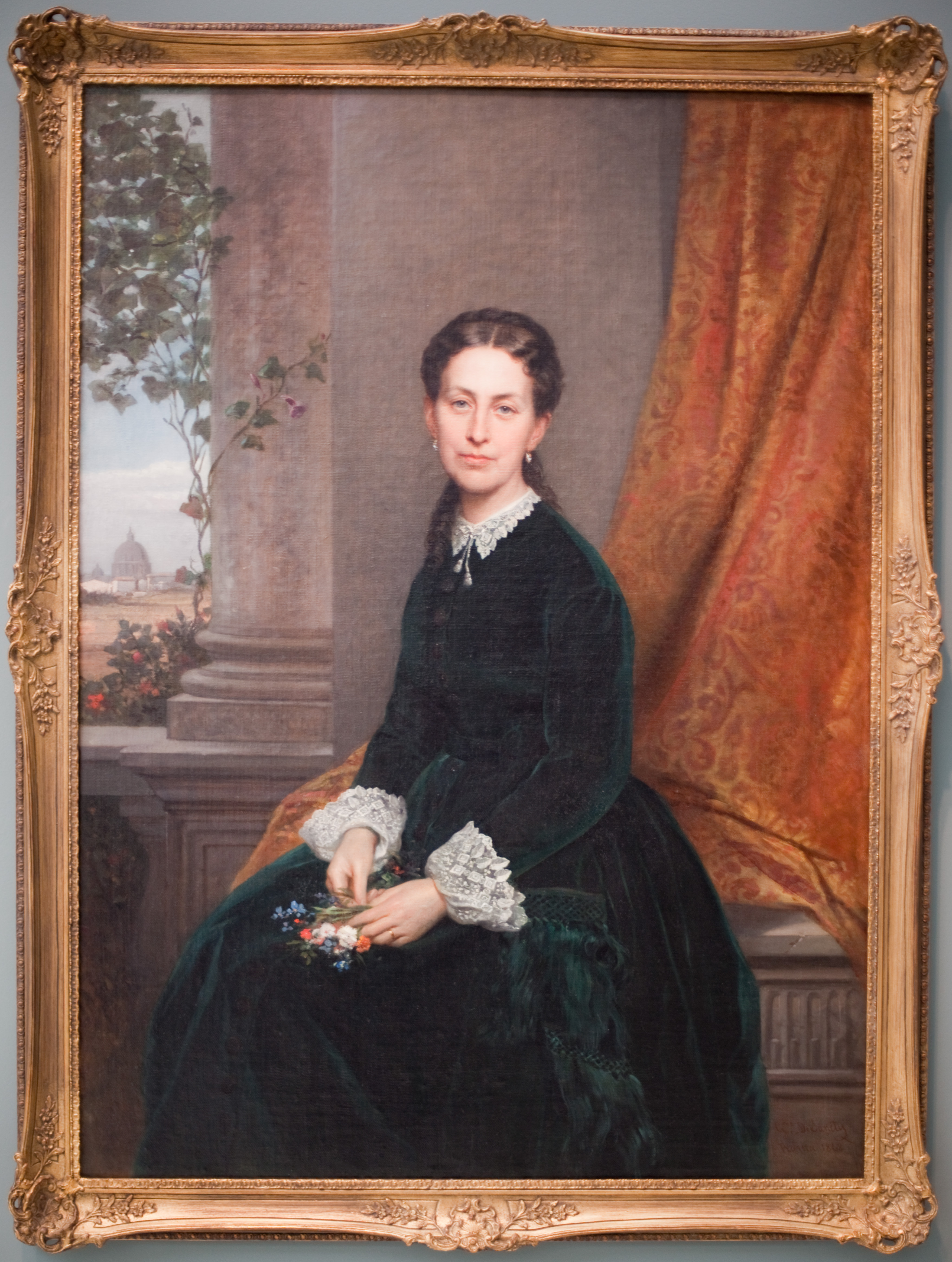
Mme Cleveland (1868), Carnegie Museum of Art de Pittsburgh en Pennsylvanie.

## Biographie
Elève de Tommaso Minardi à l'Accademia di San Luca à Rome, il a écrit une biographie sur son maître. Il a également passé un peu de temps dans le studio de Cesare Marianecci à Florence.
Au début de sa carrière, il peint des thèmes religieux et historiques, dans un style très influencé par le mouvement Purismo de son maître, une incarnation italienne du mouvement Nazaréen. Plus tard dans la vie, il se consacre à une carrière plus rentable en tant que portraitiste; parmi ses sujets figurent le roi Umberto I d'Italie et  son épouse Marguerite de Savoie, l'empereur du Brésil, Napoléon Carlo Bonaparte (Napoléon Joseph Charles Paul Bonaparte?), le dramaturge Giacinto Gallina, le comte Terenzio Mamiani; Antonio Rosmini; N. Tommasso, l'écrivain d'art Pietro Selvatico, le politicien Vincenzo Gioberti, le marchand Giovan Pietro Vieusseux, le diplomate Constatino Nigra, Gioachino Rossini et de nombreuses personnalités italiennes aristocrates et d'autres artistes dont Filippo Palizzi et Bernardo Celentano.
Parmi ses peintures religieuses figurent une Visite de l'église de Guadalupa (1854), une Conférence de saint Vincent de Paul pour l'église de la Santissima Trinità (1855) à proximité de Montecitorio, et des fresques pour l'église de San Paolo (1860), représentant le Sermon de Saint Paul dans la Synagogue et Saint Paul à Damas. Il a également peint un Sermon de saint François de Sales pour la cathédrale de Porto Maurizio et des sujets bibliques pour l'hôpital de Santo Spirito e Fatebenefratelli à Rome.
En 1865, il expose une grande toile historiques représentant Michel-Ange et Francesco Ferrucci maintenant dans le Musée Civique de Turin. 
Il devient un membre honoraire de l'Academia di San Luca, et reçoit du gouvernement des postes de juge ou représente le pays à de nombreuses expositions d'art dans le pays et à l'étranger. En 1901, il publie un recueil d'essais intitulé Memorie: studi dal vero Parmi les sujets figurent
Gioacchino Rossini, Aleardo Aleardi, Giacomo Leopardi, Alessandro Manzoni, Michel-Ange, l'Exposition de Milan en 1872, Bernardo Celentano, l'Exposition d'Anvers 1885, Cesare Maccari, Francesco Podesti, et Agli alunni delle scuole d'arte applicata all' industria e alcune poesie.